# Algemeen aanvaarde boekhoudprincipes
Algemeen aanvaarde boekhoudprincipes (ook wel Generally Accepted Accounting Principles, kort GAAP) refereert aan het standaardraamwerk van richtlijnen voor financiële verslaggeving zoals vastgelegd in een jurisdictie. Boekhouders volgen deze principes bij het opstellen van een jaarrekening. 

## Nederland
Nederland heeft een eigen GAAP, maar het is bedrijven ook toegestaan om de IFRS, de GAAP van de EU, te volgen, al verschilt deze wel op punten met de Nederlandse GAAP. Voor beursgenoteerde bedrijven in de EU is de IFRS zelfs verplicht.

## België
België heeft een eigen GAAP ('Belgian GAAP'). 

## Verenigde Staten
De Amerikaanse versie, US GAAP, wordt gebruikt door Amerikaanse bedrijven, maar ook door niet-Amerikaanse bedrijven die op de Amerikaanse markt en aandelenbeurzen actief zijn.